# Moleskin
Moleskin (der oder das, von englisch mole skin [məʊl skɪn], deutsch ‚Maulwurfsfell‘, deutsche Aussprache [ˈmoːlskɪn]), auch Englischleder oder Pilot(-stoff), ist ein kräftiger, einfarbiger Baumwollstoff in Köper- oder Schussatlasbindung mit hoher Schuss- und geringer Kettdichte. 
Die Kette besteht meist aus gezwirntem, der Schuss aus weich gedrehtem Garn. Nach dem Weben wird er im Gegensatz zum Deutschleder linksseitig geschmirgelt und aufgeraut, was ihm eine weiche, an Wildleder oder Samt erinnernde Oberfläche und Griff verleiht.

## Verwendung
Der heute selten gewordene Moleskin wird überwiegend zu strapazierfähiger warmer Berufskleidung verarbeitet. Die Bundeswehr nutzte Moleskinbekleidung zur Ausstattung ihrer Soldaten; so waren etwa Jacke und Hose des früheren steingrau-olivfarbigen Feldanzugs aus Moleskin gefertigt. Insbesondere in England ist Moleskin auch noch als wärmerer und robuster Arbeitsanzugstoff für das Landleben beliebt.
Im Buchbinderhandwerk dient das Gewebe als Bezugsmaterial für den Bucheinband, speziell für das Geschäftsbuch mit Sprungrücken.